# Into
Into je řadové album skupiny The Rasmus z roku 2001.

## Seznam skladeb
1. Madness
2. Bullet
3. Chill
4. F-f-f-falling
5. Heartbreaker
6. Smash
7. Someone Else
8. Small Town
9. One & Only
10. Last Waltz
11. Can`t Stop Me - bonus
12. F-f-f-falling - MPEG Video